# آژانس اطلاعات مستقل اوکراین
آژانس اطلاعات مستقل اوکراین (اوکراینی: Українське Незалежне Інформаційне Агентство Новин, УНІАН) شرکت خبرگزاری اوکراینی است، که در سال ۱۹۹۳ تأسیس شد.